# Joaquim Antonio Barroso Neto
Joaquim Antonio Barroso Neto, né le 30 janvier 1881 à Rio de Janeiro et mort dans cette même ville le 1er septembre 1941, est un compositeur brésilien.

## Biographie
Joaquim Antonio Barroso Neto est l'élève d'Antônio Francisco Braga et d'Alberto Nepomuceno. Il joue du piano en public dès son plus jeune âge. Ses œuvres sont d'un style romantique pour le piano. Il est réputé comme pédagogue musical au Brésil.